# Rough Fell

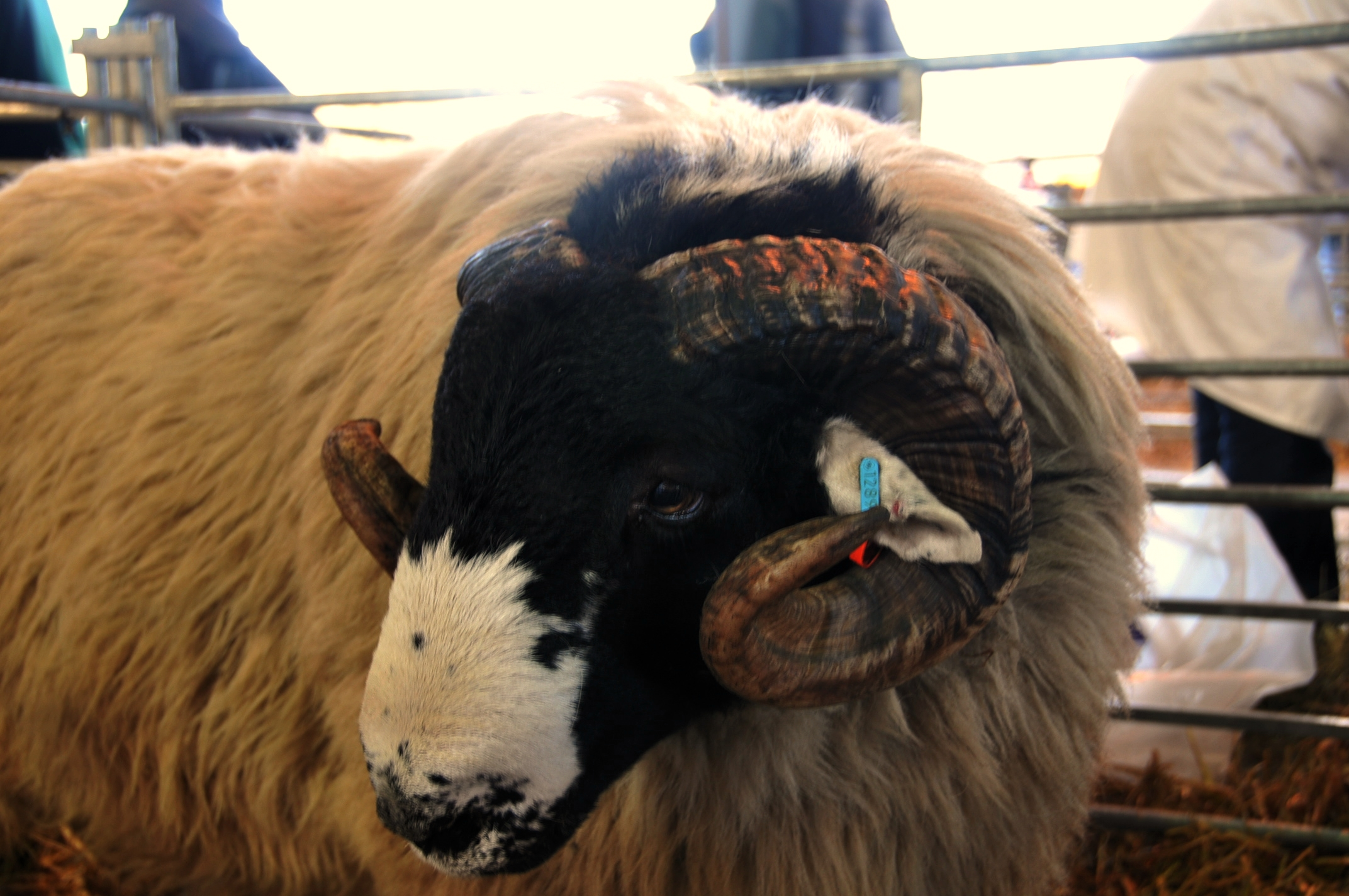
Rough Fell.

Rough Fell ist eine ursprünglich aus den englischen Gebieten Cumbria und den North York Moors stammende Schafrasse, die heute vor allem in den Bergregionen Englands verbreitet ist. Sie zeichnet sich durch außerordentlich lange Wolle und eine große Widerstandsfähigkeit auch bei harschen Wetterbedingungen aus.
Die Tiere haben einen niedrigen gedrungenen Körperbau und beide Geschlechter tragen Hörner. Ausgewachsene Böcke wiegen 75 bis 90 Kilogramm, Schafe 45 bis 55 Kilogramm. Gehalten werden sie meist im traditionellen Heaf-System: auf offenem Gelände gemeinsam mit anderen Schafherden, wobei ein über viele Generationen erworbener Heimatinstinkt dafür sorgt, dass sie ihr angestammtes Gebiet, das Heaf nicht verlassen. Die Tiere werden vor allem zur Gewinnung von Wolle gehalten und gern in andere Schafrassen eingekreuzt, um diese widerstandsfähiger zu züchten.